# Élections municipales de 2014 en Haute-Corse
Les élections municipales se sont déroulées les 23 et 30 mars 2014 en Haute-Corse.

## Maires sortants et maires élus
| Commune                   | Population | Maire sortant                   | Parti | Parti | Maire élu                       | Parti | Parti          |
| ------------------------- | ---------- | ------------------------------- | ----- | ----- | ------------------------------- | ----- | -------------- |
| Aléria                    | 2 129      | Ange Fraticelli                 |       | UMP   | Ange Fraticelli                 |       | UMP            |
| Bastia                    | 42 912     | Émile Zuccarelli                |       | PRG   | Gilles Simeoni                  |       | Femu a Corsica |
| Biguglia                  | 7 322      | Sauveur Gandolfi-Scheit         |       | UMP   | Sauveur Gandolfi-Scheit         |       | UMP            |
| Borgo                     | 7 742      | Anne-Marie Natali               |       | UMP   | Anne-Marie Natali               |       | UMP            |
| Brando                    | 1 654      | Dominique Ricci                 |       | UMP   | Dominique Ricci                 |       | UMP            |
| Calenzana                 | 2 288      | Pierre Guidoni                  |       | UMP   | Pierre Guidoni                  |       | UMP            |
| Calvi                     | 5 598      | Ange Santini                    |       | UMP   | Ange Santini                    |       | UMP            |
| Cervione                  | 1 703      | Marc-Antoine Nicolaï            |       | DVD   | Marc-Antoine Nicolaï            |       | DVD            |
| Corte                     | 7 098      | Antoine Sindali                 |       | UMP   | Antoine Sindali                 |       | UMP            |
| Furiani                   | 5 432      | François Vendasi                |       | PRG   | Pierre-Michel Simonpietri       |       | PRG            |
| Ghisonaccia               | 3 825      | Francis Guidici                 |       | DVD   | Francis Guidici                 |       | DVD            |
| L'Île-Rousse              | 3 573      | Jean Joseph Allegrini-Simonetti |       | UMP   | Jean Joseph Allegrini-Simonetti |       | UMP            |
| Linguizzetta              | 1 060      | Séverin Medori                  |       | PRG   | Séverin Medori                  |       | PRG            |
| Lucciana                  | 4 754      | José Galletti                   |       | UDI   | José Galletti                   |       | UDI            |
| Lumio                     | 1 252      | Eugène Ceccaldi                 |       | UMP   | Étienne Suzzoni                 |       | UMP            |
| Monticello                | 1 681      | Hyacinthe Mattei                |       | PS    | Joseph Mattei                   |       | PS             |
| Morosaglia                | 1 108      | Vincent Cognetti                |       | UMP   | Vincent Cognetti                |       | UMP            |
| Oletta                    | 1 518      | Jean-Pierre Leccia              |       | UMP   | Jean-Pierre Leccia              |       | UMP            |
| Penta-di-Casinca          | 3 173      | Joseph Castelli                 |       | PRG   | Yannick Castelli                |       | PRG            |
| Prunelli-di-Fiumorbo      | 3 467      | Pierre Siméon de Buochberg      |       | DVD   | Pierre Siméon de Buochberg      |       | DVD            |
| Saint-Florent             | 1 622      | Claudy Olmeta                   |       | UMP   | Claudy Olmeta                   |       | UMP            |
| San-Martino-di-Lota       | 2 824      | Jean-Jacques Padovani           |       | PRG   | Jean-Jacques Padovani           |       | PRG            |
| San-Nicolao               | 1 778      | Marie Thérése Olivesi           |       | PRG   | Marie Thérése Olivesi           |       | PRG            |
| Santa-Lucia-di-Moriani    | 1 167      | Jean Antoine Sanguinetti        |       | UMP   | Jean Antoine Sanguinetti        |       | UMP            |
| Santa-Maria-di-Lota       | 1 969      | Guy Armanet                     |       | PRG   | Guy Armanet                     |       | PRG            |
| Santa-Reparata-di-Balagna | 1 000      | Ange François Vincentelli       |       | UDI   | Ange François Vincentelli       |       | UDI            |
| Sisco                     | 1 009      | Ange Pierre Vivoni              |       | PS    | Ange Pierre Vivoni              |       | PS             |
| Ventiseri                 | 2 315      | François Tiberi                 |       | PRG   | François Tiberi                 |       | PRG            |
| Venzolasca                | 1 673      | Balthazar Federici              |       | PRG   | Balthazar Federici              |       | PRG            |
| Vescovato                 | 2 522      | François Xavier Marchioni       |       | CSD   | Benoît Bruzi                    |       | DVG            |
| Ville-di-Pietrabugno      | 3 580      | Jean Baggioni                   |       | DVD   | Michel Rossi                    |       | DVD            |

### Résultats en nombre de maires
| Partis            | Partis                               | Maires sortants | Maires élus | Évolution     |
| ----------------- | ------------------------------------ | --------------- | ----------- | ------------- |
|                   | Parti radical de gauche              | 9               | 8           | 1             |
|                   | Parti socialiste                     | 2               | 2           | en stagnation |
|                   | Divers gauche                        | 1               | 1           | en stagnation |
| Total gauche      | Total gauche                         | 14              | 13          | 1             |
|                   | Femu a Corsica                       | 0               | 1           | 1             |
| Total autonomiste | Total autonomiste                    | 0               | 1           | 1             |
|                   | Union pour un mouvement populaire    | 13              | 13          | en stagnation |
|                   | Divers droite                        | 4               | 4           | en stagnation |
|                   | Union des démocrates et indépendants | 2               | 2           | en stagnation |
| Total droite      | Total droite                         | 17              | 17          | en stagnation |
| Total             | Total                                | 31              | 31          | -             |

## Résultats dans les communes de plus de1 000 habitants

### Aléria
- Maire sortant : Ange Fraticelli (UMP)
- 19 sièges à pourvoir au conseil municipal (population légale 2011 : 2 129 habitants)
- 12 sièges à pourvoir au conseil communautaire (CC de l'Oriente)

|                          | Ange Fraticelli *   | DVD            | 632   | 52,18  | 15 | 9 |  |  |
|                          | Dominique Venturini | UDI            | 579   | 47,81  | 4  | 3 |  |  |
|                          |                     |                |       |        |    |   |  |  |
| Inscrits                 | Inscrits            | Inscrits       | 1 392 | 100,00 |    |   |  |  |
| Abstentions              | Abstentions         | Abstentions    | 166   | 11,93  |    |   |  |  |
| Votants                  | Votants             | Votants        | 1 226 | 88,07  |    |   |  |  |
| Blancs et nuls           | Blancs et nuls      | Blancs et nuls | 15    | 1,22   |    |   |  |  |
| Exprimés                 | Exprimés            | Exprimés       | 1 211 | 98,78  |    |   |  |  |
| * Liste du maire sortant |                     |                |       |        |    |   |  |  |

### Bastia
- Maire sortant : Émile Zuccarelli (PRG)
- 43 sièges à pourvoir au conseil municipal (population légale 2011 : 42 912 habitants)
- 20 sièges à pourvoir au conseil communautaire (CA de Bastia)

| Tête de liste  | Tête de liste            | Liste          | Premier tour | Premier tour | Second tour | Second tour | Sièges | Sièges |
| Tête de liste  | Tête de liste            | Liste          | Voix         | %            | Voix        | %           | CM     | CC     |
| -------------- | ------------------------ | -------------- | ------------ | ------------ | ----------- | ----------- | ------ | ------ |
|                | Jean Zuccarelli          | DVG            | 5 510        | 32,51        | 7 592       | 44,59       | 9      | 4      |
|                | Gilles Simeoni           | SE             | 5 481        | 32,34        | 9 431       | 55,40       | 34     | 16     |
|                | François Tatti           | DVG            | 2 482        | 14,64        |             |             |        |        |
|                | Jean-Louis Milani        | UMP            | 1 649        | 9,73         |             |             |        |        |
|                | Éric Simoni              | SE             | 916          | 5,40         |             |             |        |        |
|                | Sylvain Fanti            | DVD            | 509          | 3,00         |             |             |        |        |
|                | Jean-François Baccarelli | SE             | 397          | 2,34         |             |             |        |        |
|                |                          |                |              |              |             |             |        |        |
| Inscrits       | Inscrits                 | Inscrits       | 21 757       | 100,00       | 21 756      | 100,00      |        |        |
| Abstentions    | Abstentions              | Abstentions    | 4 507        | 20,72        | 3 978       | 18,28       |        |        |
| Votants        | Votants                  | Votants        | 17 250       | 79,28        | 17 778      | 81,72       |        |        |
| Blancs et nuls | Blancs et nuls           | Blancs et nuls | 306          | 1,77         | 755         | 4,25        |        |        |
| Exprimés       | Exprimés                 | Exprimés       | 16 944       | 98,23        | 17 023      | 95,75       |        |        |

### Biguglia
- Maire sortant : Sauveur Gandolfi-Scheit (UMP)
- 29 sièges à pourvoir au conseil municipal (population légale 2011 : 7 322 habitants)
- 12 sièges à pourvoir au conseil communautaire (CC de Marana-Golo)

|                          | Sauveur Gandolfi-Scheit * | UMP            | 2 410 | 69,81  | 25 | 10 |  |  |
|                          | Stéphane Vesperini        | PS             | 1 042 | 30,18  | 4  | 2  |  |  |
|                          |                           |                |       |        |    |    |  |  |
| Inscrits                 | Inscrits                  | Inscrits       | 4 695 | 100,00 |    |    |  |  |
| Abstentions              | Abstentions               | Abstentions    | 1 102 | 23,47  |    |    |  |  |
| Votants                  | Votants                   | Votants        | 3 593 | 76,53  |    |    |  |  |
| Blancs et nuls           | Blancs et nuls            | Blancs et nuls | 141   | 3,92   |    |    |  |  |
| Exprimés                 | Exprimés                  | Exprimés       | 3 452 | 96,08  |    |    |  |  |
| * Liste du maire sortant |                           |                |       |        |    |    |  |  |

### Borgo
- Maire sortant : Anne-Marie Natali (UMP)
- 29 sièges à pourvoir au conseil municipal (population légale 2011 : 7 742 habitants)
- 14 sièges à pourvoir au conseil communautaire (CC de Marana-Golo)

|                          | Anne-Marie Antoniotti Ep Natali * | DVD            | 2 588 | 100,00 | 29 | 14 |  |  |
|                          |                                   |                |       |        |    |    |  |  |
| Inscrits                 | Inscrits                          | Inscrits       | 4 481 | 100,00 |    |    |  |  |
| Abstentions              | Abstentions                       | Abstentions    | 1 833 | 40,91  |    |    |  |  |
| Votants                  | Votants                           | Votants        | 2 648 | 59,09  |    |    |  |  |
| Blancs et nuls           | Blancs et nuls                    | Blancs et nuls | 60    | 2,27   |    |    |  |  |
| Exprimés                 | Exprimés                          | Exprimés       | 2 588 | 97,73  |    |    |  |  |
| * Liste du maire sortant |                                   |                |       |        |    |    |  |  |

### Brando
- Maire sortant : Dominique Ricci
- 19 sièges à pourvoir au conseil municipal (population légale 2011 : 1 654 habitants)
- 8 sièges à pourvoir au conseil communautaire (CC du Cap Corse)

|                          | Dominique Ricci * | DVD            | 693   | 100,00 | 19 | 8 |  |  |
|                          |                   |                |       |        |    |   |  |  |
| Inscrits                 | Inscrits          | Inscrits       | 1 366 | 100,00 |    |   |  |  |
| Abstentions              | Abstentions       | Abstentions    | 494   | 36,16  |    |   |  |  |
| Votants                  | Votants           | Votants        | 872   | 63,84  |    |   |  |  |
| Blancs et nuls           | Blancs et nuls    | Blancs et nuls | 179   | 20,53  |    |   |  |  |
| Exprimés                 | Exprimés          | Exprimés       | 693   | 79,47  |    |   |  |  |
| * Liste du maire sortant |                   |                |       |        |    |   |  |  |

### Calenzana
- Maire sortant : Pierre Guidoni (DVD)
- 19 sièges à pourvoir au conseil municipal (population légale 2011 : 2 288 habitants)
- 6 sièges à pourvoir au conseil communautaire (CC de Calvi Balagne)

|                          | Pierre Guidoni * | DVD            | 1 282 | 100,00 | 19 | 6 |  |  |
|                          |                  |                |       |        |    |   |  |  |
| Inscrits                 | Inscrits         | Inscrits       | 1 703 | 100,00 |    |   |  |  |
| Abstentions              | Abstentions      | Abstentions    | 353   | 20,73  |    |   |  |  |
| Votants                  | Votants          | Votants        | 1 350 | 79,27  |    |   |  |  |
| Blancs et nuls           | Blancs et nuls   | Blancs et nuls | 68    | 5,04   |    |   |  |  |
| Exprimés                 | Exprimés         | Exprimés       | 1 282 | 94,96  |    |   |  |  |
| * Liste du maire sortant |                  |                |       |        |    |   |  |  |

### Calvi
- Maire sortant : Ange Santini (UMP)
- 29 sièges à pourvoir au conseil municipal (population légale 2011 : 5 598 habitants)
- 17 sièges à pourvoir au conseil communautaire (CC de Calvi Balagne)

|                          | Ange Santini *            | UMP            | 2 087 | 73,35  | 26 | 15 |  |  |
|                          | François-Xavier Acquaviva | SE             | 758   | 26,64  | 3  | 2  |  |  |
|                          |                           |                |       |        |    |    |  |  |
| Inscrits                 | Inscrits                  | Inscrits       | 3 967 | 100,00 |    |    |  |  |
| Abstentions              | Abstentions               | Abstentions    | 995   | 25,08  |    |    |  |  |
| Votants                  | Votants                   | Votants        | 2 972 | 74,92  |    |    |  |  |
| Blancs et nuls           | Blancs et nuls            | Blancs et nuls | 127   | 4,27   |    |    |  |  |
| Exprimés                 | Exprimés                  | Exprimés       | 2 845 | 95,73  |    |    |  |  |
| * Liste du maire sortant |                           |                |       |        |    |    |  |  |

### Cervione
- Maire sortant : Marc-Antoine Nicolaï (DVG)
- 19 sièges à pourvoir au conseil municipal (population légale 2011 : 1 703 habitants)
- 4 sièges à pourvoir au conseil communautaire (CC de la Costa Verde)

|                          | Marc-Antoine Nicolaï * | DVD            | 1 061 | 100,00 | 19 | 4 |  |  |
|                          |                        |                |       |        |    |   |  |  |
| Inscrits                 | Inscrits               | Inscrits       | 1 574 | 100,00 |    |   |  |  |
| Abstentions              | Abstentions            | Abstentions    | 468   | 29,73  |    |   |  |  |
| Votants                  | Votants                | Votants        | 1 106 | 70,27  |    |   |  |  |
| Blancs et nuls           | Blancs et nuls         | Blancs et nuls | 45    | 4,07   |    |   |  |  |
| Exprimés                 | Exprimés               | Exprimés       | 1 061 | 95,93  |    |   |  |  |
| * Liste du maire sortant |                        |                |       |        |    |   |  |  |

### Corte
- Maire sortant : Antoine Sindali (UMP)
- 29 sièges à pourvoir au conseil municipal (population légale 2011 : 7 098 habitants)
- 10 sièges à pourvoir au conseil communautaire (CC du Centre Corse)

|                          | Antoine Sindali *  | DVD            | 1 616 | 61,16  | 24 | 9 |  |  |
|                          | Philippe Maroselli | DVG            | 685   | 25,92  | 4  | 1 |  |  |
|                          | Marcel Simeoni     | SE             | 341   | 12,90  | 1  |   |  |  |
|                          |                    |                |       |        |    |   |  |  |
| Inscrits                 | Inscrits           | Inscrits       | 3 844 | 100,00 |    |   |  |  |
| Abstentions              | Abstentions        | Abstentions    | 998   | 25,96  |    |   |  |  |
| Votants                  | Votants            | Votants        | 2 846 | 74,04  |    |   |  |  |
| Blancs et nuls           | Blancs et nuls     | Blancs et nuls | 204   | 7,17   |    |   |  |  |
| Exprimés                 | Exprimés           | Exprimés       | 2 642 | 92,83  |    |   |  |  |
| * Liste du maire sortant |                    |                |       |        |    |   |  |  |

### Furiani
- Maire sortant : François Vendasi (PRG)
- 29 sièges à pourvoir au conseil municipal (population légale 2011 : 5 432 habitants)
- 8 sièges à pourvoir au conseil communautaire (CA de Bastia)

|                | Pierre-Michel Simonpietri | DVG            | 1 836 | 60,53  | 24 | 7 |  |  |
|                | Étienne Perfetti          | SE             | 775   | 25,55  | 3  | 1 |  |  |
|                | Jacques Viacava           | UMP            | 422   | 13,91  | 2  |   |  |  |
|                |                           |                |       |        |    |   |  |  |
| Inscrits       | Inscrits                  | Inscrits       | 4 027 | 100,00 |    |   |  |  |
| Abstentions    | Abstentions               | Abstentions    | 899   | 22,32  |    |   |  |  |
| Votants        | Votants                   | Votants        | 3 128 | 77,68  |    |   |  |  |
| Blancs et nuls | Blancs et nuls            | Blancs et nuls | 95    | 3,04   |    |   |  |  |
| Exprimés       | Exprimés                  | Exprimés       | 3 033 | 96,96  |    |   |  |  |

### Ghisonaccia
- Maire sortant : Francis Guidici
- 27 sièges à pourvoir au conseil municipal (population légale 2011 : 3 825 habitants)
- 11 sièges à pourvoir au conseil communautaire (CC de Fium'orbu Castellu)

|                          | Francis Giudici *     | DVD            | 1 665 | 82,22  | 25 | 10 |  |  |
|                          | Jean-Pierre Antonelli | SE             | 360   | 17,77  | 2  | 1  |  |  |
|                          |                       |                |       |        |    |    |  |  |
| Inscrits                 | Inscrits              | Inscrits       | 2 384 | 100,00 |    |    |  |  |
| Abstentions              | Abstentions           | Abstentions    | 282   | 11,83  |    |    |  |  |
| Votants                  | Votants               | Votants        | 2 102 | 88,17  |    |    |  |  |
| Blancs et nuls           | Blancs et nuls        | Blancs et nuls | 77    | 3,66   |    |    |  |  |
| Exprimés                 | Exprimés              | Exprimés       | 2 025 | 96,34  |    |    |  |  |
| * Liste du maire sortant |                       |                |       |        |    |    |  |  |

### L'Ile-Rousse
- Maire sortant : Jean Joseph Allegrini-Simonetti
- 27 sièges à pourvoir au conseil municipal (population légale 2011 : 3 573 habitants)
- 11 sièges à pourvoir au conseil communautaire (CC de l'Île-Rousse - Balagne)

|                | Jean-Joseph Allegrini-Simonetti * | UMP            | 1 107 | 51,75  | 21 | 9 |  |  |
|                | Hyacinthe Mattei                  | PS             | 1 032 | 48,24  | 6  | 2 |  |  |
|                |                                   |                |       |        |    |   |  |  |
| Inscrits       | Inscrits                          | Inscrits       | 2 544 | 100,00 |    |   |  |  |
| Abstentions    | Abstentions                       | Abstentions    | 340   | 13,36  |    |   |  |  |
| Votants        | Votants                           | Votants        | 2 204 | 86,64  |    |   |  |  |
| Blancs et nuls | Blancs et nuls                    | Blancs et nuls | 65    | 2,95   |    |   |  |  |
| Exprimés       | Exprimés                          | Exprimés       | 2 139 | 97,05  |    |   |  |  |

### Linguizzetta
- Maire sortant : Séverin Medori
- 15 sièges à pourvoir au conseil municipal (population légale 2011 : 1 060 habitants)
- 6 sièges à pourvoir au conseil communautaire (CC de l'Oriente)

|                          | Séverin Medori * | DVG            | 430 | 66,97  | 13 | 6 |  |  |
|                          | Jules Federici   | UMP            | 107 | 16,66  | 1  |   |  |  |
|                          | Simone Riolacci  | SE             | 105 | 16,35  | 1  |   |  |  |
|                          |                  |                |     |        |    |   |  |  |
| Inscrits                 | Inscrits         | Inscrits       | 725 | 100,00 |    |   |  |  |
| Abstentions              | Abstentions      | Abstentions    | 75  | 10,34  |    |   |  |  |
| Votants                  | Votants          | Votants        | 650 | 89,66  |    |   |  |  |
| Blancs et nuls           | Blancs et nuls   | Blancs et nuls | 8   | 1,23   |    |   |  |  |
| Exprimés                 | Exprimés         | Exprimés       | 642 | 98,77  |    |   |  |  |
| * Liste du maire sortant |                  |                |     |        |    |   |  |  |

### Lucciana
- Maire sortant : Joseph Galletti
- 27 sièges à pourvoir au conseil municipal (population légale 2011 : 4 754 habitants)
- 8 sièges à pourvoir au conseil communautaire (CC de Marana-Golo)

|                          | Joseph Galletti * | DVD            | 1 259 | 56,99  | 21 | 6 |  |  |
|                          | Gilles Filippi    | SE             | 950   | 43,00  | 6  | 2 |  |  |
|                          |                   |                |       |        |    |   |  |  |
| Inscrits                 | Inscrits          | Inscrits       | 2 947 | 100,00 |    |   |  |  |
| Abstentions              | Abstentions       | Abstentions    | 676   | 22,94  |    |   |  |  |
| Votants                  | Votants           | Votants        | 2 271 | 77,06  |    |   |  |  |
| Blancs et nuls           | Blancs et nuls    | Blancs et nuls | 62    | 2,73   |    |   |  |  |
| Exprimés                 | Exprimés          | Exprimés       | 2 209 | 97,27  |    |   |  |  |
| * Liste du maire sortant |                   |                |       |        |    |   |  |  |

### Lumio
- Maire sortant : Eugène Ceccaldi
- 15 sièges à pourvoir au conseil municipal (population légale 2011 : 1 252 habitants)
- 4 sièges à pourvoir au conseil communautaire (CC de Calvi Balagne)

|                | Étienne Suzzoni    | DVD            | 454 | 55,43  | 12 | 3 |  |  |
|                | Sébastien Dominici | SE             | 365 | 44,56  | 3  | 1 |  |  |
|                |                    |                |     |        |    |   |  |  |
| Inscrits       | Inscrits           | Inscrits       | 922 | 100,00 |    |   |  |  |
| Abstentions    | Abstentions        | Abstentions    | 89  | 9,65   |    |   |  |  |
| Votants        | Votants            | Votants        | 833 | 90,35  |    |   |  |  |
| Blancs et nuls | Blancs et nuls     | Blancs et nuls | 14  | 1,68   |    |   |  |  |
| Exprimés       | Exprimés           | Exprimés       | 819 | 98,32  |    |   |  |  |

### Monticello
- Maire sortant : Hyacinthe Mattei
- 19 sièges à pourvoir au conseil municipal (population légale 2011 : 1 681 habitants)
- 5 sièges à pourvoir au conseil communautaire (CC de l'Île-Rousse - Balagne)

|                | Joseph Mattei  | PS             | 848   | 100,00 | 19 | 5 |  |  |
|                |                |                |       |        |    |   |  |  |
| Inscrits       | Inscrits       | Inscrits       | 1 307 | 100,00 |    |   |  |  |
| Abstentions    | Abstentions    | Abstentions    | 353   | 27,01  |    |   |  |  |
| Votants        | Votants        | Votants        | 954   | 72,99  |    |   |  |  |
| Blancs et nuls | Blancs et nuls | Blancs et nuls | 106   | 11,11  |    |   |  |  |
| Exprimés       | Exprimés       | Exprimés       | 848   | 88,89  |    |   |  |  |

### Morosaglia
- Maire sortant : Vincent Cognetti
- 15 sièges à pourvoir au conseil municipal (population légale 2011 : 1 108 habitants)
- 9 sièges à pourvoir au conseil communautaire (CC Pasquale Paoli)

|                          | Vincent Cognetti *   | DVG            | 408 | 55,81  | 12 | 7 |  |  |
|                          | Jean-Michel De Meyer | SE             | 323 | 44,18  | 3  | 2 |  |  |
|                          |                      |                |     |        |    |   |  |  |
| Inscrits                 | Inscrits             | Inscrits       | 872 | 100,00 |    |   |  |  |
| Abstentions              | Abstentions          | Abstentions    | 112 | 12,84  |    |   |  |  |
| Votants                  | Votants              | Votants        | 760 | 87,16  |    |   |  |  |
| Blancs et nuls           | Blancs et nuls       | Blancs et nuls | 29  | 3,82   |    |   |  |  |
| Exprimés                 | Exprimés             | Exprimés       | 731 | 96,18  |    |   |  |  |
| * Liste du maire sortant |                      |                |     |        |    |   |  |  |

### Oletta
- Maire sortant : Jean-Pierre Leccia
- 19 sièges à pourvoir au conseil municipal (population légale 2011 : 1 518 habitants)
- 8 sièges à pourvoir au conseil communautaire (CC Nebbiu - Conca d'Oro)

|                          | Jean-Pierre Leccia * | DVD            | 629   | 60,83  | 16 | 7 |  |  |
|                          | Dominique Luciani    | SE             | 405   | 39,16  | 3  | 1 |  |  |
|                          |                      |                |       |        |    |   |  |  |
| Inscrits                 | Inscrits             | Inscrits       | 1 125 | 100,00 |    |   |  |  |
| Abstentions              | Abstentions          | Abstentions    | 76    | 6,76   |    |   |  |  |
| Votants                  | Votants              | Votants        | 1 049 | 93,24  |    |   |  |  |
| Blancs et nuls           | Blancs et nuls       | Blancs et nuls | 15    | 1,43   |    |   |  |  |
| Exprimés                 | Exprimés             | Exprimés       | 1 034 | 98,57  |    |   |  |  |
| * Liste du maire sortant |                      |                |       |        |    |   |  |  |

### Penta-di-Casinca
- Maire sortant : Joseph Castelli
- 23 sièges à pourvoir au conseil municipal (population légale 2011 : 3 173 habitants)
- 8 sièges à pourvoir au conseil communautaire (CC de la Castagniccia-Casinca)

|                | Yannick Castelli | DVG            | 1 400 | 100,00 | 23 | 8 |  |  |
|                |                  |                |       |        |    |   |  |  |
| Inscrits       | Inscrits         | Inscrits       | 2 095 | 100,00 |    |   |  |  |
| Abstentions    | Abstentions      | Abstentions    | 635   | 30,31  |    |   |  |  |
| Votants        | Votants          | Votants        | 1 460 | 69,69  |    |   |  |  |
| Blancs et nuls | Blancs et nuls   | Blancs et nuls | 60    | 4,11   |    |   |  |  |
| Exprimés       | Exprimés         | Exprimés       | 1 400 | 95,89  |    |   |  |  |

### Prunelli-di-Fiumorbo
- Maire sortant : Pierre Siméon de Buochberg
- 23 sièges à pourvoir au conseil municipal (population légale 2011 : 3 467 habitants)
- 10 sièges à pourvoir au conseil communautaire (CC de Fium'orbu Castellu)

|                          | Pierre Siméon de Buochberg * | DVD            | 1 246 | 58,58  | 19 | 8 |  |  |
|                          | André Rocchi                 | SE             | 881   | 41,41  | 4  | 2 |  |  |
|                          |                              |                |       |        |    |   |  |  |
| Inscrits                 | Inscrits                     | Inscrits       | 2 569 | 100,00 |    |   |  |  |
| Abstentions              | Abstentions                  | Abstentions    | 386   | 15,03  |    |   |  |  |
| Votants                  | Votants                      | Votants        | 2 183 | 84,97  |    |   |  |  |
| Blancs et nuls           | Blancs et nuls               | Blancs et nuls | 56    | 2,57   |    |   |  |  |
| Exprimés                 | Exprimés                     | Exprimés       | 2 127 | 97,43  |    |   |  |  |
| * Liste du maire sortant |                              |                |       |        |    |   |  |  |

### Saint-Florent
- Maire sortant : Claudy Olmeta
- 19 sièges à pourvoir au conseil municipal (population légale 2011 : 1 622 habitants)
- 4 sièges à pourvoir au conseil communautaire (CC Nebbiu - Conca d'Oro)

|                          | Claudy Olmeta * | DVD            | 935   | 100,00 | 19 | 4 |  |  |
|                          |                 |                |       |        |    |   |  |  |
| Inscrits                 | Inscrits        | Inscrits       | 1 473 | 100,00 |    |   |  |  |
| Abstentions              | Abstentions     | Abstentions    | 422   | 28,65  |    |   |  |  |
| Votants                  | Votants         | Votants        | 1 051 | 71,35  |    |   |  |  |
| Blancs et nuls           | Blancs et nuls  | Blancs et nuls | 116   | 11,04  |    |   |  |  |
| Exprimés                 | Exprimés        | Exprimés       | 935   | 88,96  |    |   |  |  |
| * Liste du maire sortant |                 |                |       |        |    |   |  |  |

### San-Martino-di-Lota
- Maire sortant : Jean-Jacques Padovani
- 23 sièges à pourvoir au conseil municipal (population légale 2011 : 2 824 habitants)
- 4 sièges à pourvoir au conseil communautaire (CA de Bastia)

|                          | Jean-Jacques Padovani * | DVG            | 1 319 | 100,00 | 23 | 4 |  |  |
|                          |                         |                |       |        |    |   |  |  |
| Inscrits                 | Inscrits                | Inscrits       | 2 022 | 100,00 |    |   |  |  |
| Abstentions              | Abstentions             | Abstentions    | 649   | 32,10  |    |   |  |  |
| Votants                  | Votants                 | Votants        | 1 373 | 67,90  |    |   |  |  |
| Blancs et nuls           | Blancs et nuls          | Blancs et nuls | 54    | 3,93   |    |   |  |  |
| Exprimés                 | Exprimés                | Exprimés       | 1 319 | 96,07  |    |   |  |  |
| * Liste du maire sortant |                         |                |       |        |    |   |  |  |

### San-Nicolao
- Maire sortant : Marie-Thérèse Olivesi
- 19 sièges à pourvoir au conseil municipal (population légale 2011 : 1 778 habitants)
- 4 sièges à pourvoir au conseil communautaire (CC de la Costa Verde)

|                          | Marie-Thérèse Olivesi * | DVG            | 638   | 100,00 | 19 | 4 |  |  |
|                          |                         |                |       |        |    |   |  |  |
| Inscrits                 | Inscrits                | Inscrits       | 1 169 | 100,00 |    |   |  |  |
| Abstentions              | Abstentions             | Abstentions    | 438   | 37,47  |    |   |  |  |
| Votants                  | Votants                 | Votants        | 731   | 62,53  |    |   |  |  |
| Blancs et nuls           | Blancs et nuls          | Blancs et nuls | 93    | 12,72  |    |   |  |  |
| Exprimés                 | Exprimés                | Exprimés       | 638   | 87,28  |    |   |  |  |
| * Liste du maire sortant |                         |                |       |        |    |   |  |  |

### Santa-Lucia-di-Moriani
- Maire sortant : Jean-Antoine Sanguinetti
- 15 sièges à pourvoir au conseil municipal (population légale 2011 : 1 167 habitants)
- 3 sièges à pourvoir au conseil communautaire (CC de la Costa Verde)

|                          | Jean-Antoine Sanguinetti * | UMP            | 434 | 54,93  | 12 | 3 |  |  |
|                          | Antoine Poli               | UMP            | 215 | 27,21  | 2  |   |  |  |
|                          | Daniel Constantini         | DVG            | 141 | 17,84  | 1  |   |  |  |
|                          |                            |                |     |        |    |   |  |  |
| Inscrits                 | Inscrits                   | Inscrits       | 949 | 100,00 |    |   |  |  |
| Abstentions              | Abstentions                | Abstentions    | 141 | 14,86  |    |   |  |  |
| Votants                  | Votants                    | Votants        | 808 | 85,14  |    |   |  |  |
| Blancs et nuls           | Blancs et nuls             | Blancs et nuls | 18  | 2,23   |    |   |  |  |
| Exprimés                 | Exprimés                   | Exprimés       | 790 | 97,77  |    |   |  |  |
| * Liste du maire sortant |                            |                |     |        |    |   |  |  |

### Santa-Maria-di-Lota
- Maire sortant : Guy Armanet
- 19 sièges à pourvoir au conseil municipal (population légale 2011 : 1 969 habitants)
- 3 sièges à pourvoir au conseil communautaire (CA de Bastia)

|                          | Guy Armanet *  | DVG            | 986   | 100,00 | 19 | 3 |  |  |
|                          |                |                |       |        |    |   |  |  |
| Inscrits                 | Inscrits       | Inscrits       | 1 698 | 100,00 |    |   |  |  |
| Abstentions              | Abstentions    | Abstentions    | 630   | 37,10  |    |   |  |  |
| Votants                  | Votants        | Votants        | 1 068 | 62,90  |    |   |  |  |
| Blancs et nuls           | Blancs et nuls | Blancs et nuls | 82    | 7,68   |    |   |  |  |
| Exprimés                 | Exprimés       | Exprimés       | 986   | 92,32  |    |   |  |  |
| * Liste du maire sortant |                |                |       |        |    |   |  |  |

### Santa-Reparata-di-Balagna
- Maire sortant : Ange-François Vincentelli
- 15 sièges à pourvoir au conseil municipal (population légale 2011 : 1 000 habitants)
- 3 sièges à pourvoir au conseil communautaire (CC de l'Île-Rousse - Balagne)

|                          | Ange-François Vincentelli * | UDI            | 389 | 100,00 | 15 | 3 |  |  |
|                          |                             |                |     |        |    |   |  |  |
| Inscrits                 | Inscrits                    | Inscrits       | 704 | 100,00 |    |   |  |  |
| Abstentions              | Abstentions                 | Abstentions    | 253 | 35,94  |    |   |  |  |
| Votants                  | Votants                     | Votants        | 451 | 64,06  |    |   |  |  |
| Blancs et nuls           | Blancs et nuls              | Blancs et nuls | 62  | 13,75  |    |   |  |  |
| Exprimés                 | Exprimés                    | Exprimés       | 389 | 86,25  |    |   |  |  |
| * Liste du maire sortant |                             |                |     |        |    |   |  |  |

### Sisco
- Maire sortant : Ange-Pierre Vivoni
- 15 sièges à pourvoir au conseil municipal (population légale 2011 : 1 009 habitants)
- 5 sièges à pourvoir au conseil communautaire (CC du Cap Corse)

|                          | Ange-Pierre Vivoni * | PS             | 549 | 100,00 | 15 | 5 |  |  |
|                          |                      |                |     |        |    |   |  |  |
| Inscrits                 | Inscrits             | Inscrits       | 897 | 100,00 |    |   |  |  |
| Abstentions              | Abstentions          | Abstentions    | 260 | 28,99  |    |   |  |  |
| Votants                  | Votants              | Votants        | 637 | 71,01  |    |   |  |  |
| Blancs et nuls           | Blancs et nuls       | Blancs et nuls | 88  | 13,81  |    |   |  |  |
| Exprimés                 | Exprimés             | Exprimés       | 549 | 86,19  |    |   |  |  |
| * Liste du maire sortant |                      |                |     |        |    |   |  |  |

### Ventiseri
- Maire sortant : François Tiberi
- 19 sièges à pourvoir au conseil municipal (population légale 2011 : 2 315 habitants)
- 7 sièges à pourvoir au conseil communautaire (CC de Fium'orbu Castellu)

|                          | François Tiberi * | DVG            | 1 040 | 100,00 | 19 | 7 |  |  |
|                          |                   |                |       |        |    |   |  |  |
| Inscrits                 | Inscrits          | Inscrits       | 1 752 | 100,00 |    |   |  |  |
| Abstentions              | Abstentions       | Abstentions    | 603   | 34,42  |    |   |  |  |
| Votants                  | Votants           | Votants        | 1 149 | 65,58  |    |   |  |  |
| Blancs et nuls           | Blancs et nuls    | Blancs et nuls | 109   | 9,49   |    |   |  |  |
| Exprimés                 | Exprimés          | Exprimés       | 1 040 | 90,51  |    |   |  |  |
| * Liste du maire sortant |                   |                |       |        |    |   |  |  |

### Venzolasca
- Maire sortant : Balthazar Federici
- 19 sièges à pourvoir au conseil municipal (population légale 2011 : 1 673 habitants)
- 4 sièges à pourvoir au conseil communautaire (CC de la Castagniccia-Casinca)

|                          | Balthazar Federici * | DVG            | 627   | 100,00 | 19 | 4 |  |  |
|                          |                      |                |       |        |    |   |  |  |
| Inscrits                 | Inscrits             | Inscrits       | 1 042 | 100,00 |    |   |  |  |
| Abstentions              | Abstentions          | Abstentions    | 401   | 38,48  |    |   |  |  |
| Votants                  | Votants              | Votants        | 641   | 61,52  |    |   |  |  |
| Blancs et nuls           | Blancs et nuls       | Blancs et nuls | 14    | 2,18   |    |   |  |  |
| Exprimés                 | Exprimés             | Exprimés       | 627   | 97,82  |    |   |  |  |
| * Liste du maire sortant |                      |                |       |        |    |   |  |  |

### Vescovato
- Maire sortant : François Xavier Marchioni
- 23 sièges à pourvoir au conseil municipal (population légale 2011 : 2 522 habitants)
- 7 sièges à pourvoir au conseil communautaire (CC de la Castagniccia-Casinca)

|                | Benoît Bruzi             | DVG            | 923   | 54,74  | 18 | 6 |  |  |
|                | Eugène Luciani-Giamarchi | DVD            | 763   | 45,25  | 5  | 1 |  |  |
|                |                          |                |       |        |    |   |  |  |
| Inscrits       | Inscrits                 | Inscrits       | 1 883 | 100,00 |    |   |  |  |
| Abstentions    | Abstentions              | Abstentions    | 172   | 9,13   |    |   |  |  |
| Votants        | Votants                  | Votants        | 1 711 | 90,87  |    |   |  |  |
| Blancs et nuls | Blancs et nuls           | Blancs et nuls | 25    | 1,46   |    |   |  |  |
| Exprimés       | Exprimés                 | Exprimés       | 1 686 | 98,54  |    |   |  |  |

### Ville-di-Pietrabugno
- Maire sortant : Jean Baggioni
- 27 sièges à pourvoir au conseil municipal (population légale 2011 : 3 580 habitants)
- 5 sièges à pourvoir au conseil communautaire (CA de Bastia)

|                | Michel Rossi   | DVD            | 1 047 | 68,03  | 23 | 5 |  |  |
|                | Luc Grassini   | SE             | 492   | 31,96  | 4  |   |  |  |
|                |                |                |       |        |    |   |  |  |
| Inscrits       | Inscrits       | Inscrits       | 2 110 | 100,00 |    |   |  |  |
| Abstentions    | Abstentions    | Abstentions    | 532   | 25,21  |    |   |  |  |
| Votants        | Votants        | Votants        | 1 578 | 74,79  |    |   |  |  |
| Blancs et nuls | Blancs et nuls | Blancs et nuls | 39    | 2,47   |    |   |  |  |
| Exprimés       | Exprimés       | Exprimés       | 1 539 | 97,53  |    |   |  |  |